# Phacelia platyloba
Phacelia platyloba är en strävbladig växtart som beskrevs av Asa Gray. Phacelia platyloba ingår i Faceliasläktet som ingår i familjen strävbladiga växter. Inga underarter finns listade i Catalogue of Life.